# Icteranthidium cimbiciforme
Icteranthidium cimbiciforme is een vliesvleugelig insect uit de familie Megachilidae. De wetenschappelijke naam van de soort is voor het eerst geldig gepubliceerd in 1854 door Smith.